# (163244) Matthewhill
(163244) Matthewhill est un astéroïde de la ceinture principale.

## Description
(163244) Matthewhill est un astéroïde de la ceinture principale. Il fut découvert le 18 mars 2002 à Kitt Peak par Marc William Buie. Il présente une orbite caractérisée par un demi-grand axe de 2,39 UA, une excentricité de 0,18 et une inclinaison de 1,1° par rapport à l'écliptique.